# Kabel (textil)
Kabel (angl.: tow, něm.: Kabel) je svazek rovnoběžně uspořádaných filamentů, jehož minimální tloušťka se udává s 10 ktex. (Podle jiných definicí 3 ktex).
Tloušťka jednotlivých filamentů nemá přesáhnout hranici 67 dtex a svazek filamentů smí být zpevněn jen méně než 5 zákruty na metr délky. 
Filamenty ve tvaru kabelu se používají skoro výhradně k výrobě staplových přízí. V přádelně se kabely (s hmotností asi do 300 g/m) předkládají konvertorům, kde se řežou nebo trhají na délku cca 60–200 mm a zpracovávají většinou vlnařskou technologií na příze.
Kabel používaný převážně k výrobě vláknových kompozitů se podle německé normy DIN 60 001 nazývá roving.
Pro kabel s celkovou tloušťkou do 1000 tex se v češtině používá označení kabílek. Tento se zpracovává přímo do textilií, nejčastěji do podlahových krytin. 
Kablování je zvláštní způsob skaní. (Kablování nijak věcně nesouvisí s obsahem shora popsaného pojmu kabel).